# 로럴캐니언역
로럴캐니언역(Laurel Canyon) 역은 로스앤젤레스 메트로 버스웨이의 주황선의 역중 하나이다. 로렐 캐니언/밸리 빌리지(Laurel Canyon/Valley Village)라고도 한다. 역명은 인접한 로럴캐니언 대로(Laurel Canyon Boulevard)의 이름을 따서 명명되었고, 로스앤젤레스의 샌 페르난도 밸리의 밸리 빌리지 지구에 위치해 있다.

## 운행 정보

### 역 구조
| 동행 | 주황선 | 채츠워스 방면 (밸리 칼리지)   |
| 서행 | 주황선 | 노스할리우드 방면 (당역 종착) |

이 역의 바닥 벽화와 울타리 예술은 Pyung Hyunh의 "럭키 캘리포니아(Lucky California)"이다. 이 작품은 전통적인 행운의 상징인 캘리포니아 양귀비 주변을 날아다니는 행운의 중국 천사와 캘리포니아의 이미지가 하나로 합쳐지는 것을 묘사한다. 바닥 벽화는 또한 비행기, 새, 날아다니는 오렌지의 대기에서 두 명의 천사 조종사가 손을 흔드는 모습을 묘사하고 있다. 이것은 사물을 구체적으로, 문화적으로 바라보지 않고 오히려 전체적으로 그리고 새로운 관점으로 바라보는 현대 대중 문화의 얼굴을 보여주기 위함이다. 이들은 또한 역에서 승·하차하는 모든 사람에게 행복한 인사나 작별 인사로 표현한다.

### 메트로 버스웨이 운행 정보
메트로 버스웨이 주황선은 매일 24시간 운행한다.

### 연결 가능한 버스노선
- 메트로 로컬: 230, 237

### 인근 역세권
- 메트로 오렌지 라인 자전거 경로 - 역에 인접.